# Voisins-le-Bretonneux
Voisins-le-Bretonneux es una comuna francesa situada en el departamento de Yvelines, en la región de Isla de Francia.

## Demografía
| 594 | 680 | 2132 | 5229 | 11 220 | 12 153 | 10 740 |
| Para los censos de 1962 a 1999 la población legal corresponde a la población sin duplicidades (Fuente: INSEE [Consultar]) |     |      |      |        |        |        |